# Neuville-Saint-Rémy
Neuville-Saint-Rémy är en kommun i departementet Nord i regionen Hauts-de-France i norra Frankrike. Kommunen ligger i kantonen Cambrai-Ouest som tillhör arrondissementet Cambrai. År 2022 hade Neuville-Saint-Rémy 3 909 invånare.

## Befolkningsutveckling
Antalet invånare i kommunen Neuville-Saint-Rémy
| Referens: INSEE |